# Cosmeceutica
I prodotti cosmeceutici (termine dato dalla fusione di "cosmesi" e "farmaceutica") sono cosmetici contenenti sostanze bioattive, creati con l'obiettivo di avere sia benefici estetici sia benefici medici.
Correlato al concetto di cosmeceutica è quello della nutricosmetica, legato all'impiego di integratori alimentari o prodotti alimentari o bevande con additivi, la cui commercializzazione si basa (oltre che sull'influsso sull'aspetto) sul fatto che conterrebbero sostanze di tipo medico.
Allo stato attuale non risulta che questi prodotti abbiano effettivamente tali caratteristiche, sia dal punto di vista giuridico sia medico: non devono infatti sottostare a test di efficacia ed altri requisiti che i farmaci tradizionali dovrebbero avere.

## Critica
Il termine "cosmeceutico" viene spesso utilizzato nella pubblicità cosmetica e viene da molti ritenuto fuorviante per il consumatore, in quanto una persona potrebbe interpretare un "cosmeceutico" o "nutricosmetico" come affine ad prodotto farmacologico, concludendo che i cosmeceutici debbano sottoporsi agli stessi test di efficacia e controllo di qualità richiesti per i farmaci . Ciò può consentire al rivenditore di addebitare al consumatore un prezzo maggiore per un prodotto che potrebbe effettivamente essere meno efficace e/o di qualità inferiore rispetto a quanto percepito. Stando ad alcune indagini di mercato, i consumatori sembrerebbero disposti a pagare di più per prodotti per la cura della pelle o dei capelli che percepiscono come "ad alte prestazioni".
Tuttavia, la Food and Drug Administration (FDA) degli Stati Uniti non riconosce la categoria dei "cosmeceutici". Un prodotto può essere un farmaco, un cosmetico o una combinazione di entrambi, ma il termine "cosmeceutico" non ha alcun significato ai sensi di legge".